# Île aux Chevaux (Morbihan)
Pour les articles homonymes, voir Île aux Chevaux.
L'île aux Chevaux est une île du Morbihan, dépendant administrativement de la commune d'Île-d'Houat, située à 2 km au sud d'Houat, à 5 km à l'ouest d'Hoëdic et à 8 km au nord-est de Belle-Île-en-Mer. Son ancien nom est Melvan.
Longue de 400 m sur 250 m de largeur, elle est couverte d'herbe et a servi de pâturage aux animaux, principalement aux chevaux, appartenant aux habitants de Houat et d'Hoëdic ; les recteurs des deux paroisses insulaires faisaient appliquer strictement l'alternance décidé initialement par le maire du Palais. 
Les chevaux y ont longtemps vécu en liberté. Bachelot de la Pylaie les a décrits : « Ces chevaux ne deviennent jamais grands, ils sont en outre laids dans leur forme et, ce qui est étrange, c'est qu'au bout de six ou sept ans, ils deviennent barbus. On les appelle alors des chevaux à moustache (...). Au bout de quinze ans, ils perdent la vue, leurs yeux ne distinguent plus alors les dangers de la côte. Ils ne tardent pas alors à se précipiter du haut des rochers. C'est ainsi qu'ils périssent presque tous ». Elle est toujours pour sa quasi-totalité recouverte d'herbe, comme le montre une photographie aérienne.
L'île a perdu sa fonction de pâturage ; désormais les îliens d'Houat et Hœedic y coupent l'herbe alternativement. 
L'île est désormais propriété du Conservatoire du littoral, elle est inhabitée. Un spot de plongée y est référencé